# Molaire massaconstante
De molaire massaconstante (symbool: {\displaystyle M_{\mathrm {u} }}), is een natuurkundige constante die gedefinieerd is als een twaalfde deel van de molaire massa M van een 12C-nuclide in de grondtoestand.
{\displaystyle M_{\mathrm {u} }={\frac {1}{12}}M(^{12}\mathrm {C} )}
Gezien de molaire massa gelijk is aan de atoommassa {\displaystyle m} vermenigvuldigd met de constante van Avogadro {\displaystyle N_{\mathrm {A} }}, komt dit overeen met
{\displaystyle {\begin{aligned}M_{\mathrm {u} }&={\frac {1}{12}}m(^{12}\mathrm {C} )\times N_{\mathrm {A} }\\&=m_{\mathrm {u} }\times N_{\mathrm {A} }\end{aligned}}}
waarbij {\displaystyle m_{\mathrm {u} }} de atomaire massaconstante is.
De waarde van de molaire massaconstante bedraagt
{\displaystyle {\begin{aligned}M_{\mathrm {u} }&=(1{,}000\ 000\ 001\ 05\pm 0{,}000\ 000\ 000\ 31)\times 10^{-3}\ {\text{kg mol}}^{-1}\\&\approx 1\ {\text{g mol}}^{-1}\end{aligned}}}
De minieme afwijking ten opzichte van 1 g/mol, in het tiende beduidende cijfer, speelt in het praktische gebruik van de constante geen of amper een rol, gezien de nauwkeurigheid waarmee de abundanties, en dus de relatieve atoommassa's van de elementen gekend zijn, lager is dan tien beduidende cijfers.

## Toepassing

### Molaire massa van atomen
De constante wordt gebruikt bij de omzetting van relatieve atoommassa of molecuulmassa's naar de molaire massa. Wanneer men bijvoorbeeld de relatieve molaire massa van uraan (een waarde van 238,03) in het periodiek systeem afleest, dan interpreteert een chemicus dit enerzijds als een atoommassa van 238,03 u, waarbij rekening werd gehouden met de relatieve aanwezigheid van de verschillende isotopen, en anderzijds als een molaire massa van 238,03 g/mol.
Technisch gezien is hier bij het toevoegen van de eenheid g/mol eigenlijk de relatieve atoommassa {\displaystyle A_{\mathrm {r} }} van het element vermenigvuldigd met de molaire massaconstante.
In formulevorm is dit: 
{\displaystyle m=A_{\mathrm {r} }\times m_{\mathrm {u} }} en {\displaystyle M=A_{\mathrm {r} }\times M_{\mathrm {u} }}
Deze dubbele interpretatie is eenvoudig aan te tonen vanuit de definitie van de relatieve atoommassa als de verhouding van de atoommassa m op de atomaire massaconstante {\displaystyle m_{\mathrm {u} }}:
{\displaystyle A_{\mathrm {r} }={\frac {m}{m_{\mathrm {u} }}}={\frac {m\cdot N_{\mathrm {A} }}{m_{\mathrm {u} }\cdot N_{\mathrm {A} }}}={\frac {M}{M_{\mathrm {u} }}}}
Voor de molaire massa
{\displaystyle M(^{238}\mathrm {U} )=A_{\mathrm {r} }\times M_{\mathrm {u} }=239{,}051\times 1{,}000\ 000\ 001\ 05\cdot 10^{-3}\ {\text{kg mol}}^{-1}=239{,}051\ {\text{g mol}}^{-1}}

### Molaire massa van moleculen
Het bovenstaand verband tussen de molaire massa en de relatieve massa geldt evenzeer voor de molaire massa van moleculaire bestanddelen, of van formule-eenheden.
{\displaystyle m=M_{\mathrm {r} }\times m_{\mathrm {u} }} en {\displaystyle M=M_{\mathrm {r} }\times M_{\mathrm {u} }}
waarbij {\displaystyle M_{\mathrm {r} }} de relatieve moleculaire massa is. Zo zal men bijvoorbeeld de relatieve moleculaire massa van water (Mr = 18,015) lezen als een (gewogen gemiddelde) molecuulmassa van 18,015 u, en als een molaire massa van 18,015 g/mol.
{\displaystyle M(\mathrm {H_{2}O} )=M_{\mathrm {r} }\times M_{\mathrm {u} }=18{,}015\times 1{,}000\ 000\ 001\ 05\cdot 10^{-3}\ {\text{kg mol}}^{-1}=18{,}015\ {\text{g mol}}^{-1}}

## Geschiedenis
De molaire massaconstante bedroeg tot 2019 exact 10−3 kg mol−1. De constante van Avogadro (en dus ook de mol) was daarom gedefinieerd aan de hand van de massa van de koolstof-12-nuclide. 
{\displaystyle {\begin{aligned}M_{\mathrm {u} }&=m_{\mathrm {u} }\times N_{\mathrm {A} }\\1\ {\text{g mol}}^{-1}&={\frac {1}{12}}m(^{12}\mathrm {C} )\times N_{\mathrm {A} }\\N_{\mathrm {A} }&={\frac {12\ {\text{g mol}}^{-1}}{m(^{12}\mathrm {C} )}}\end{aligned}}}
Sinds de nieuwe definities van de SI-basiseenheden zijn de mol en de kilogram onafhankelijk van elkaar gedefinieerd, en is de molaire massaconstante niet meer exact 1 g mol−1. Het verschil is echter pas merkbaar in het tiende beduidende cijfer. Op dit moment is voor geen enkel element de molaire massa gekend tot op een dergelijke nauwkeurigheid. Dus hoewel er een theoretisch verschil bestaat tussen de waarde van een nuclidemassa in dalton en de molaire massa in g/mol, mogen deze als identiek worden beschouwd. In andere woorden, men kan de molaire massaconstante in de praktijk nog steeds zien als zijnde 1 g/mol.